# Xã Chester, Quận Morrow, Ohio
Xã Chester (tiếng Anh: Chester Township) là một xã thuộc quận Morrow, tiểu bang Ohio, Hoa Kỳ. Năm 2010, dân số của xã này là 1.872 người.